# أدريان بانكس
أدريان بانكس (بالإنجليزية: Adrian Banks)‏ مواليد 9 فبراير 1986 في ممفيس، هو لاعب كرة سلة أمريكي. بدأ مسيرته الاحترافية في سنة 2008. يحمل الرقم 0.

## المسيرة الاحترافية
لعب مع بالاكانسترو فاريزي في الدوري الإيطالي في موسم 2012–2013، ثم لعب مع إس إس فليتشي سكاندون في الدوري الإيطالي في موسم 2014–2015، ثم لعب مع نيو باسكت برينديزي في موسم 2015–2016.

## روابط خارجية
- أدريان بانكس على موقع كرة السلة الأوروبية.كوم (الإنجليزية)
- أدريان بانكس على موقع كلية كرة السلة في سبورتس رفرنس.كوم (الإنجليزية)
- أدريان بانكس على موقع ريلجم (الإنجليزية)
- أدريان بانكس على موقع بروبوليرز (الإنجليزية)
- أدريان بانكس على موقع سبورتس رفرنس (الإنجليزية)